# Писаревский, Лев Моисеевич
Лев Моисе́евич Писаре́вский (1906, Рыбинск — 16 июня 1974, Москва) — советский скульптор, кандидат искусствоведения (1955); заведующий кафедрой прикладного искусства художественно-графического факультета МГПИ (1959—1969). Работал в 1930-е годы в области монументально-декоративной скульптуры. В 1942—1944 годах создал ряд композиций на историко-революционную тему. Участник Великой Отечественной войны. После войны работал в области военной тематики, создал портреты деятелей искусства, обращался к трудовой теме. Участник Всесоюзных и Московских художественных выставок, член Союза советских художников.

## Биография
Родился он в январе 1906 года в Рыбинске, в семье бедного еврея-ремесленника. Жил в приземистом двухэтажном строении с белыми стенами купеческой архитектуры в Преображенском (ныне Пионерском) переулке. Здесь, в 16 лет вылепил свою первую скульптуру — голову красноармейца. В 1917 окончил трёхклассную приходскую школу, в 1926 году − школу второй ступени.

### Становление
До 1919 года посещал Пролеткульт, созданный на базе первого рабочего клуба, в здании бывшего частного кинематографа «Художественный». С апреля 1919 г. до 1923 г. обучался в художественной школе-студии у художников и педагогов Михаила Михайловича Щеглова и Павла Тимофеевича Горбунцова. Графика и акварели Писаревского этого периода одобрялись в рецензиях местной газеты.
В 1923 году в связи с отъездом М. М. Щеглова, Писаревский с однокашниками школы-студии объединились в изомастерскую. «Изошники» оформляли спектакли Рабочего театра, писали панно, рисовали портреты вождей, делали всевозможные плакаты, украшали город к революционным праздникам.
В 1926 году был принят на скульптурный факультет ВХУТЕМАСа. Педагогами Писаревского были В. И. Мухина, И. М. Чайков, И. С. Ефимов. В 1930 году он получил диплом скульптора-монументалиста. Продолжил учиться в студии квалификации скульпторов имени Н. А. Андреева, где окончил аспирантуру под руководством профессора А. М. А. М. Матвеева.
1933 год — первая монументальная работа молодого скульптора — памятник В. И. Ленину в Керчи.
В РККА был призван в 1939 году, с 1940 года в РККФ. В 1941 году командовал отрядом народного ополчения в Москве, далее направлен на Тихоокеанский флот, где прослужил до февраля 1945 года. В 1942—1944 годах создал ряд композиций на историко-революционную тему: скульптуру И. В. Сталина, бюст С. Лазо, фигуры моряков. Член ВКП(б). В 1945—1946 годах служил в Севастополе, был политработником политодела Черноморского флота в звании старший лейтенант.  
Здесь он реставрировал памятник генералу Э. Тотлебену, герою Севастопольской обороны 1854—1855 гг. и создал портреты русских флотоводцев — Ушакова, Нахимова, героя 1905 года лейтенанта Шмидта. Многие произведения скульптора вошли в экспозицию Севастопольского музея Черноморского  флота.

### Расцвет, зрелые годы
В 1950—1960 годах скульптор изваял серию героев Бреста.
С 1952 года преподавал в Московском городском педагогическом институте им. В. П. Потемкина, затем в МГПИ им. В. И. Ленина. Ученики: Н. С. Боголюбов, А. А. Ворохоб. В 1955 году защитил кандидатскую диссертацию «Методические основы скульптурной лепки головы». Докторская диссертация «Скульптурная лепка фигуры человека» не была завершена.
1956 г. За диссертацию «Лепка головы человека» в июне ему была присуждена степень кандидата искусствоведения. В 1962 году кандидатская диссертация вышла отдельной книгой «Лепка головы человека: практическое руководство». По методическим программам доцента Писаревского занимаются студенты художественных вузов и училищ.
В начале 1970-х годов Лев Писаревский заболел тяжёлой неизлечимой болезнью.  Последние годы жил в Москве. Подготовленный к печати труд «Анатомическая структура фигуры человека и изменение её по возрастам» при жизни опубликовать не успел. Перед смертью Писаревский завещал организовать выставку его работ в Москве и Рыбинске, а затем передать их в дар родному городу. Умер 16 июня 1974 года.

## Список произведений
- 1933 г. — памятник Ленину в Керчи.
- 1945 г. — памятник Сергею Лазо во Владивостоке.
- 1954 г. — памятник Пушкину в Кемерове.
- 1958 г. — памятник Габдулле Тукаю в Казани.
- 1959 г. — памятник Шевченко в Орске; памятник советским воинам на братской могиле, Зайцева Гора, Барятинский район[6].
- 1965 г. — памятник И. А. Гончарову в Ульяновске.

Помимо богатого монументального наследия оставил собрание портретов участников обороны Брестской крепости и цикл исторических портретов флотоводцев — Петра I, адмиралов Ушакова, Нахимова, Корнилова, Макарова и лейтенанта Шмидта. Героями произведений Льва Моисеевича также были простые пограничники, моряки, спортсменки, парашютистки, школьники.

## Награды
- Медаль «За победу над Германией в Великой Отечественной войне 1941–1945 гг.» (09.05.1945)
- Медаль «За оборону Москвы»
- Орден Отечественной войны II степени (28.05.1945)